# Овраменків Круг
Овраменків Круг - поселення III-V, Х-XIII сторіч, що розташовані за З км на захід від с. Березанки Чернігівського району в урочищі Овраменків Круг. 

## Дослідження
Відкрите в 1983 р., обстежене - в 1985 р. Загальна площа - 4,8 га. 

## Поселення київської культури
Під час розкопок досліджено будівлі київської культури III-У ст., у заповненні однієї з яких виявлено фрагменти ліпної кераміки і керамічне прясло. 

## Руське поселення і могильник
12 будівель Х-ХІ ст. господарського і виробничого призначення мали видовжену й овальну форми. У південній частині розкопу виявлено котлован житла XI—XII ст. стовпової конструкції. Піч була розміщена в правому куті від входу. В орному шарі та заповненні котловану знайдено кістяний однобічний гребінь з футляром, проколки, ключі, кубоподібний замок, пряслицю, бруски, ножі. 
У північно-західній частині розкопу досліджено ґрунтовий могильник. Три з п'яти поховань здійснено за християнським обрядом. 
На південному схилі впадини досліджено 6 жител і одну господарську будівлю. В усіх житлах прослідковуються похилі входи. Справа або зліва від входу знаходиться піч. 
В орному шарі та в заповненні котлованів виявлена кераміка XII-XIII ст., фрагменти скляних браслетів, ножі, прясла, дужку відра, бронзову посудину, плінфу, бруски, а також литу бронзову бляху з емаллю і позолотою, що має на звороті 5 заклепок.